# Dedimar
Dedimar est un footballeur brésilien né le 27 janvier 1976. Il évoluait au poste de défenseur.

## Palmarès
- Finaliste de la Coupe du monde des moins de 20 ans 1995 avec le Brésil